# Hirschlaine
Die Hirschlaine ist ein rechter Zufluss zur Eschenlaine bei  Eschenlohe. Sie entsteht aus Gräben an den Osthängen der Osterfeuerspitze, vereinigt sich aber bereits nach kurzem Lauf mit dem wesentlich längeren Eckleitengraben, der weiter östlich am Ölrain entsteht. Der restliche südwärtige Verlauf führt in der Nähe des Schlosses Wengwies vorbei.